# Estil lliure (piragüisme)
Estil lliure o també anomenat rodeo és una disciplina del piragüisme d'estil acrobàtic. Consisteix a realitzar maniobres tècniques i acrobàtiques espectaculars, en un tram d'aigües braves delimitat, que són puntuades per un jurat. La piragua que es fa servir sol ser molt maniobrable però poc o gens ràpida.